# Anne Boquet
Pour les articles homonymes, voir Boquet.
Anne Boquet, née le 19 mars 1952 à Bellac (Haute-Vienne), est une haut fonctionnaire français. Elle a exercé les fonctions de haut-commissaire de la République en Polynésie française,  de préfète des départements de l’Indre, des Yvelines, de la Côte-d'Or et de la région Bourgogne et enfin de directrice générale des services (DGS) de la métropole Nice Côte d'Azur de décembre 2011 à juin 2014. Par décret en date du 23 avril 2015, elle est nommée inspectrice générale en service extraordinaire auprès de l'inspection générale des finances.

## Biographie
Anne Boquet étudie le droit et les sciences politiques ; titulaire d’une maîtrise, elle fréquente l’Institut d'études politiques de Paris, puis intègre l’École nationale d'administration, promotion « Diderot » (1984). À sa sortie de l’ENA, en 1984, elle est nommée administrateur civil de deuxième classe au ministère de l'intérieur et de la décentralisation, puis sous-directrice. Elle y défend notamment le préfet Bernard Bonnet, dans l'affaire des paillotes.
Elle est nommée préfète de l'Indre le 17 juillet 2000. 
En septembre 2005,  elle devient Haut-commissaire de la République en Polynésie française. Elle y est confrontée à une situation politique complexe entre les indépendantistes, animés notamment par Oscar Temaru, alors président de la Polynésie française, et les partisans de Gaston Flosse, fondateur du Tahoeraa huiraatira, parti politique polynésien opposé à l'indépendance, et historiquement proche des mouvements gaullistes de la métropole. Désireux de reconquérir le poste de président de la Polynésie française, Gaston Flosse prend appui sur des revendications sociales et est à l'origine de grèves et d'occupations de bâtiments publics, amenant le Haut-Commissaire à réagir. Une tension se crée ainsi entre Anne Boquet, représentant l’État français alors présidé par Jacques Chirac, et Gaston Flosse, ami historique de Jacques Chirac, et, plus étonnant encore, un rapprochement ponctuel entre la représentante de l'État français et les mouvements indépendantistes. Un proche de Gaston Flosse, Édouard Fritch, déclare : « c'est maintenant Oscar Temaru, nouveau monarque de Tahiti Nui, qui remet notre pays dans les mains de l'héritière de l'amiral Dupetit-Thouars et lui fait allégeance. ». Alors que, quelques mois auparavant, Anne Boquet avait rabroué Oscar Temaru pour des prises de position critiques vis-à-vis de la métropole, sa réitération de ses vœux d'un territoire indépendant, l'inauguration d'une stèle aux victimes des essais nucléaires, et son absence, symbolique, aux cérémonies du 14 juillet.
Le 13 juin 2008, elle revient en métropole comme préfète des Yvelines. Elle est amenée en particulier à déclarer Pierre Bédier démissionnaire d'office de son mandat de conseiller général, à la suite d'une condamnation de cet élu à six ans d'inéligibilité. Le 24 novembre 2010, elle est nommée préfète de la région Bourgogne, préfète de la Côte-d'Or ; elle prend officiellement ses fonctions le 3 janvier 2011.
Le 16 novembre 2011, à sa demande, et sur proposition du ministre de l'Intérieur, le Conseil des ministres la nomme préfète hors cadre,. Elle quitte son poste de préfète le 2 décembre 2011 et est nommée par Christian Estrosi le 12 décembre 2011, à la tête de la direction générale des services de la communauté urbaine Nice Côte d'Azur. Cette dernière évoluant en métropole Nice Côte d'Azur le 31 décembre 2011, Anne Boquet devient la première directrice générale des services de la toute première métropole créée en France. Au sein de la métropole, Anne Boquet a sous sa direction plus de 11 000 agents,. Elle quitte son poste en juin 2014.
En juin 2017, elle est nommée par le gouvernement médiatrice aux côtés de l'ancien pilote de ligne Gérard Feldzer et de l'ancien ingénieur de l'ONF Michel Badré pour étudier l'avenir du projet d'aéroport du Grand Ouest, à Notre-Dame-des-Landes. Le rapport de la mission de médiation a été rendu au Premier ministre le 1er décembre 2017.

## Distinctions
- Commandeure de la Légion d'honneur [18]
- Officière de l'ordre national du Mérite [19]
- Commandeur de l'ordre de Tahiti Nui [20]